# Haworthia glauca
Haworthia glauca ist eine Pflanzenart der Gattung Haworthia in der Unterfamilie der Affodillgewächse (Asphodeloideae).

## Beschreibung
Haworthia glauca wächst stammbildend und sprossend. Die zahlreichen aufrecht-ausgebreiteten oder einwärts gebogenen Laubblätter bilden eine Rosette mit einem Durchmesser von bis zu 8 Zentimetern. Die glauk-graugrüne Blattspreite ist bis zu 6 Zentimeter lang und 1,5 Zentimeter breit. Auf der rauen Blattoberfläche befinden sich keine Warzen.
Der einfache oder gelegentlich verzweigte Blütenstand erreicht eine Länge von bis zu 30 Zentimetern. Die verkehrt kopfige Blütenröhre ist gebogen und die Perigonblätter sind zurückgerollt.

## Systematik und Verbreitung
Haworthia glauca ist in der südafrikanischen Provinz Ostkap verbreitet.
Die Erstbeschreibung durch John Gilbert Baker wurde 1880 veröffentlicht. Nomenklatorische Synonyme sind Haworthia reinwardtii subsp. glauca (Baker) Halda (1997) und Haworthia reinwardtii var. glauca (Baker) Halda (1997).
Es werden folgende Varietäten unterschieden:
- Haworthia glauca var. glauca
- Haworthia glauca var. herrei (Poelln.) M.B.Bayer

## Nachweise